# Minnie Driver
Amelia Fiona Jessica Driver, detta Minnie (Londra, 31 gennaio 1970), è un'attrice britannica, candidata al premio Oscar alla miglior attrice non protagonista nel 1998 per Will Hunting - Genio ribelle.

## Biografia
Amelia Fiona Jessica Driver (in arte Minnie Driver) è nata a Londra dalla stilista ed ex-modella Gaynor Churchward (Millington), e Ronnie Driver, un commerciante. Sua sorella, Kate Driver, è modella e produttrice. Ha origini scozzesi, irlandesi, italiane e francesi. È cresciuta a Barbados, ha svolto gli studi al collegio Bedales vicino a Petersfield, nell'Hampshire, e all'Accademia Webber Douglas di Arte Drammatica a Londra. Nel 2019 vince il Vegas Movie Awards alla miglior attrice per la sua interpretazione nel film Laboratory Conditions.

## Vita privata
È stata fidanzata nel 2001 con l'attore Josh Brolin; in seguito è stata sentimentalmente legata per qualche tempo al tennista Robby Ginepri. Il 5 settembre 2008 ha dato alla luce un bambino, Henry Story Driver, il cui padre, come reso noto nel 2012, è il produttore Timothy J. Lea.

## Filmografia

### Cinema

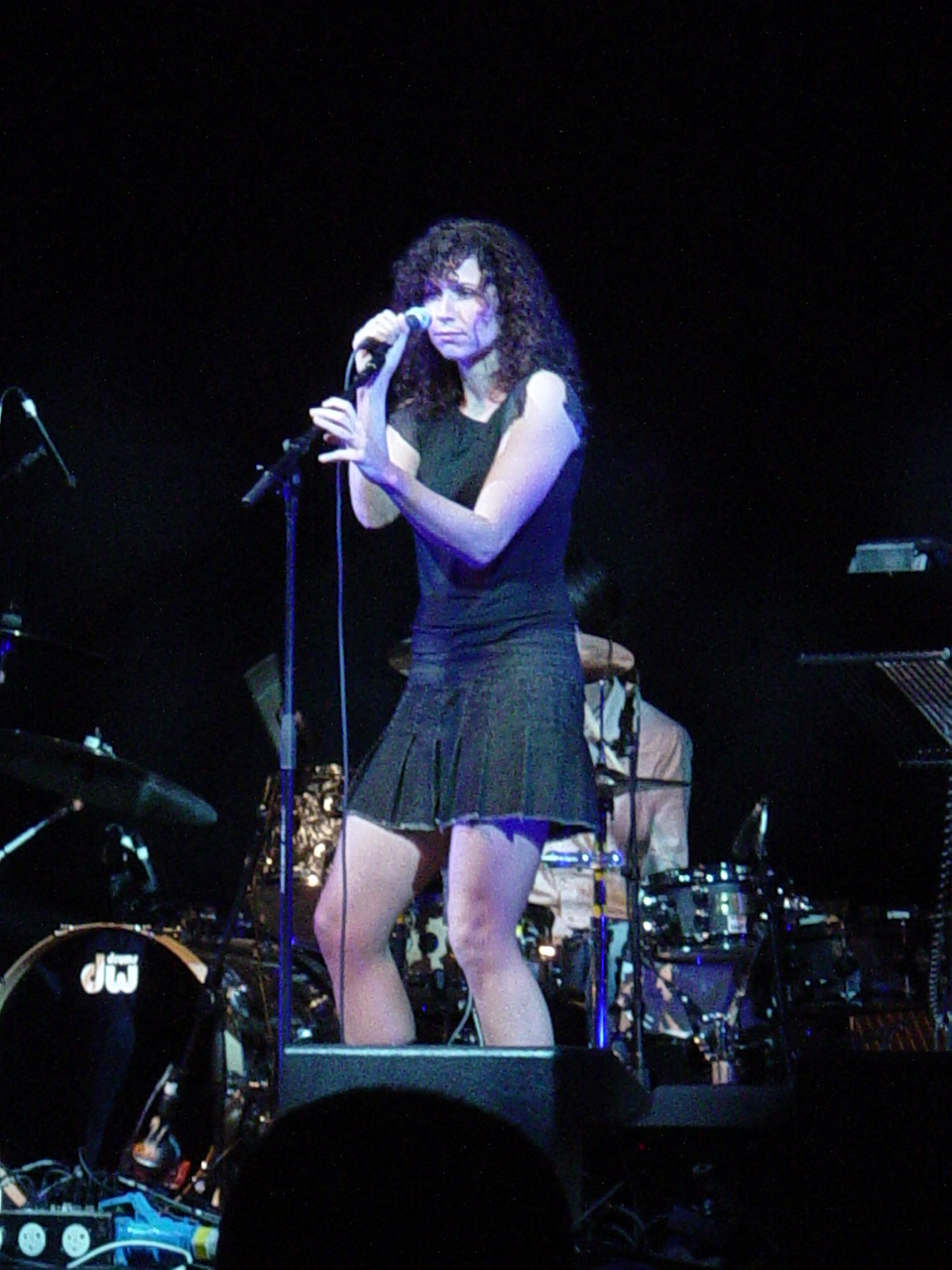
Minnie Driver in concerto nel 2004

- Amiche (Circle of Friends), regia di Pat O'Connor (1995)
- GoldenEye, regia di Martin Campbell (1995)
- Big Night, regia di Stanley Tucci e Campbell Scott (1996)
- Sleepers, regia di Barry Levinson (1996)
- L'ultimo contratto (Grosse Pointe Blank), regia di George Armitage (1997)
- Will Hunting - Genio ribelle (Good Will Hunting), regia di Gus Van Sant (1997)
- Pioggia infernale (Hard rain), regia di Mikael Salomon (1998)
- La governante (The Governess), regia di Sandra Goldbacher (1998)
- At Sachem Farm, regia di John Huddles (1998)
- Un marito ideale (An Ideal Husband), regia di Oliver Parker (1999)
- Return to Me, regia di Bonnie Hunt (2000)
- Beautiful - Una vita da miss (Beautiful), regia di Sally Field (2000)
- Killing Point - Il prezzo del tradimento (Killing Point), regia di Christian Ford (2000)
- High Heels and Low Lifes, regia di Mel Smith (2001)
- La doppia vita di Mahowny (Owning Mahowny), regia di Richard Kwietniowski (2003)
- Hope Springs, regia di Mark Herman (2003)
- Ella Enchanted - Il magico mondo di Ella (Ella Enchanted), regia di Tommy O'Haver (2004)
- Il fantasma dell'Opera (The Phantom of the Opera), regia di Joel Schumacher (2004)
- The Virgin of Juárez, regia di Kevin James Dobson (2006)
- Delirious - Tutto è possibile (Delirious), regia di Tom DiCillo (2006)
- Take, regia di Charles Oliver (2007)
- Ripple Effect, regia di Philippe Caland (2007)
- Motherhood - Il bello di essere mamma (Motherhood), regia di Katherine Dieckmann (2009)
- La versione di Barney (Barney's Version), regia di Richard J. Lewis (2010)
- Conviction, regia di Tony Goldwyn (2010)
- Hunky Dory, regia di (2011)
- Goats, regia di Christopher Neil (2012)
- A prova di matrimonio (I Give It a Year), regia di Dan Mazer (2013)
- Da tre a zero (Return to Zero), regia di Sean Harish (2014)
- Stage Fright, regia di Jerome Sable (2014)
- Beyond the Lights - Trova la tua voce (Beyond the Lights), regia di Gina Prince-Bythewood (2014)
- The Crash - Minaccia a Wall Street (The Crash), regia di Aram Rappaport (2017)
- Matrimonio con l'ex (The Wilde Wedding), regia di Damian Harris (2017)
- Spinning Man - Doppia colpa (Spinning Man), regia di Simon Kaijser (2018)
- Laboratory Conditions, regia di Jocelyn Stamat (2019)
- Cenerentola (Cinderella), regia di Kay Cannon (2021)
- Chevalier, regia di Stephen Williams (2022)
- Rosaline, regia di Karen Maine (2022)
- The Beekeeper, regia di David Ayer (2024)

### Televisione
- God on the Rocks, regia di Ross Cramer – film TV (1990)
- The House of Eliott  – serie TV, episodio 1x04 (1991)
- Casualty – serie TV, episodio 6x11 (1991)
- Lovejoy – serie TV, episodio 3x10 (1992)
- Kinsey – serie TV, episodi 2x01-2x02-2x06 (1992)
- Maigret – serie TV, episodio 2x01 (1993)
- Mr. Wroe's Virgins – miniserie TV, 4 episodi (1993)
- Screen One – serie TV, episodio 5x04 (1993)
- Peak Practice – serie TV, episodio 2x05 (1994)
- Knowing Me, Knowing You with Alan Partridge – serie TV, episodio 1x02 (1994)
- The Day Today – serie TV, episodio Pilota-1x04 (1994)
- My Good Friend – serie TV, 7 episodi (1995)
- The Politician's Wife – serie TV, episodi 1x01-1x02-1x03 (1995)
- Coping with Christmas, regia di Dan Zeff – film TV (1995)
- Cruel Train, regia di Malcolm McKay – film TV (1995)
- Murder Most Horrid – serie TV, episodio 3x05 (1996)
- X-Files – serie TV, episodio 7x19 (2000)
- Absolutely Fabulous – serie TV, episodio 5x03 (2003)
- Will & Grace – serie TV, 9 episodi (2003-2020)
- The Riches – serie TV, 20 episodi (2007-2008)
- Modern Family – serie TV, episodio 1x14 (2010)
- The Deep – miniserie TV, 5 episodi (2010)
- Hail Mary, regia di Brad Silberling – film TV (2011)
- QuickBites – serie TV, episodio 1x03 (2012)
- Web Therapy – serie TV, 5 episodi (2012)
- Lady Friend, regia di Scott Ellis – film TV (2012)
- Peter Pan Live!, regia di Rob Ashford e Glenn Weiss – film TV (2014)
- La tenda rossa (The Red Tent) – miniserie TV, episodi 1x01-1x02 (2014)
- About a Boy – serie TV, 33 episodi (2014-2015)
- Undateable – serie TV, episodio 2x07-2x08 (2015)
- Speechless – serie TV, 63 episodi (2016-2019)
- Modern Love – serie TV, episodio 2x01 (2021)
- Starstruck - Colpita da una stella (Starstruck) – serie TV, episodi 1x02-2x01-2x03 (2021-2022)
- The Witcher: Blood Origin, regia di Sarah O'Gorman e Vicky Jewson – miniserie TV (2022)
- Our Flag Means Death – serie TV, episodio 2x04 (2023)
- The Serpent Queen – serie TV, 5 episodi (2024)

## Doppiaggio
- Lady Eboshi in Princess Mononoke (edizione in lingua inglese)
- Anne in Trespasser (videogioco)
- Jane Porter in Tarzan
- Brooke Shields in South Park - Il film: più grosso, più lungo & tutto intero
- Lara Croft in Revisioned: Tomb Raider
- Debbie Devizo in SuperMansion
- "Strega Illusoria" in Arcane

## Riconoscimenti
- Premio Oscar
  - 1998 – Candidatura alla miglior attrice non protagonista per Will Hunting - Genio ribelle

## Doppiatrici italiane
Nelle versioni in italiano dei suoi lavori, Minnie Driver è stata doppiata da:
- Francesca Fiorentini in Un marito ideale, Hope Springs, La versione di Barney, A prova di matrimonio, Speechless, Chevalier, The Witcher: Blood Origin, The Beekeeper
- Alessandra Cassioli in Will Hunting - Genio ribelle, Will & Grace, Motherhood - Il bello di essere mamma, Web Therapy, Matrimonio con l'ex
- Barbara De Bortoli in Pioggia mortale, Cenerentola, The Assessment - La valutazione
- Emanuela Rossi in Sleepers, The Riches
- Fiamma Izzo ne Il fantasma dell'Opera, Rosaline
- Roberta Pellini in Big Night, Modern Love
- Claudia Balboni ne L'ultimo contratto
- Eleonora De Angelis in Pioggia infernale
- Tiziana Avarista in Return to Me
- Cristiana Lionello in Beautiful - Una vita da Miss
- Alessandra Korompay in Killing Point - Il prezzo del tradimento
- Chiara Colizzi in High Heels and Low Lifes
- Laura Cosenza ne La doppia vita di Mahowny
- Roberta Paladini in Ella Enchanted - Il magico mondo di Ella
- Beatrice Margiotti in Ripple Effect
- Irene Di Valmo in Modern Family
- Elena Canone in The Crash - Minaccia a Wall Street
- Laura Romano in Spinning Man - Doppia colpa
- Selvaggia Quattrini in The Serpent Queen
- Valentina Perrella ne La governante (doppiaggio tardivo)

Da doppiatrice è sostituita da:
- Francesca Fiorentini in Tarzan
- Emanuela Baroni in Arcane

## Discografia
- 2004 – Everything I've Got in My Pocket (Zoë Records, 01143-1072-29)
- 2007 – Seastories (Zoë Records, 01143-1087-2)
- 2014 – Ask Me To Dance (Zoë Records, 01143-1149-2)